# Nagyacsád
Nagyacsád je vesnice v Maďarsku v župě Veszprém, spadající pod okres Pápa. Nachází se asi 5 km severozápadně od Pápy, 26 km jihozápadně od Tétu, 31 km severovýchodně od Celldömölku, stejnou vzdálenost jihovýchodně od Csorny, 36 km severozápadně od Devecseru a 47 km severovýchodně od Sárváru. V roce 2015 zde žilo přesně 600 obyvatel, z nichž 83,5 % tvoří Maďaři.
Kromě hlavní části patří k Nagyacsádu i malá část Kisacsád.
Nagyacsád leží na silnici 8406. Je přímo silničně spojen s obcemi Mezőlak, Nemesgörzsöny a městem Pápa. Poblíže Nagyacsádu protéká potok Fügyösz, který je přítokem potoka Gerence, vlévajícího se do řeky Marcal. V Nagyacsádu se nachází také rybník ve tvaru srdce s třemi malými ostrůvky.
V Nagyacsádu se nachází reformovaný kostel, hřbitov a malý obchod.